# Tauiliʻili Uili Meredith
Tauiliʻili Uili Meredith (* im 20. Jahrhundert; † Dezember 2007 in Australien) war ein samoanischer Pädagoge, Beamter und Diplomat.
Tauiliʻili diente als Botschafter Samoas in Belgien und bei der Europäischen Union von Mai 1997 bis September 2005. Sein Nachfolger wurde Tuala Falani Chan Tung.

## Leben
Bis zu seiner Berufung als Botschafter war er Director of Agriculture, Forestry, Fisheries and Meteorology und Head of the University of the South Pacific (Alafua Campus) sowie der erste Vizekanzler der National University of Samoa. 1996 übernahm er auch das Amt als Director of the Pacific Arts Festival. In Brüssel war er Vorsitzender der Delegation der African, Caribbean and Pacific Group of States (ACP Group). Er verstarb im Dezember 2007 in Australien.